# 随意筋
随意筋（ずいいきん、英語: voluntary muscle）は、自己意識下で動かすことの出来る筋肉。体を動かす骨格筋がこれにあたる。自己意識下で動かすことの出来ない筋肉は不随意筋（ふずいいきん、英語: involuntary muscles）と呼ばれ、心筋、平滑筋（胃腸などの筋肉）がこれにあたる。
筋肉を運動させる時、脳から出た電気信号は運動神経(α-neuron)によって筋肉の筋紡錘へと伝わる。筋紡錘から筋肉全体の筋細胞へと電導が生じて、筋細胞は収縮し、筋肉全体が収縮する。筋紡錘からは紡錘感覚神経が脊髄へと入力し、ここで抑制神経に連絡する。抑制神経は抑制運動神経(γ-neuron)を介して、筋紡錘へと連絡している。これにより筋肉の収縮を抑え、過剰な筋収縮を防いでいる。
四肢の運動は基本的に伸筋と屈筋の連動で動いている。つまり伸ばす動きでは、伸筋の収縮と屈筋の弛緩が同時に起こっている。これは、伸ばす動きを意識するときに自動で連動する。高次運動障害では、この連動性が失われている場合がある。また、痙攣時には伸筋、屈筋が同時に収縮している。